# Lucas Fonseca
Lucas Silva Fonseca (Pedralva, 2 agosto 1985) è un ex calciatore brasiliano, di ruolo difensore.

## Caratteristiche tecniche
È un difensore centrale.

## Carriera
È cresciuto nelle giovanili del San Paolo.